# Federação de Futebol da Bielorrússia
A Federação de Futebol da Bielorrússia (em bielorrusso: Беларуская Федэрацыя Футбола) é a entidade máxima do futebol bielorrusso.

## Historial no Campeonato da Europa
- Organizações: 0
- Participações: 0
- Títulos: 0
- Finais: 0
- Ronda de qualificação:
  - Presenças: 3
  - Jogos: 26
  - Vitórias: 4
  - Empates: 5
  - Derrotas: 17
  - Golos marcados: 16
  - Golos sofridos: 43